# Distrito electoral local 7 de Tabasco
El Distrito Electoral Local 7 de Tabasco es uno de los 21 Distritos Electorales en los que se encuentra dividido el territorio del estado de Tabasco. Su cabecera es la ciudad de Villahermosa, en el municipio de Centro, Tabasco.
Desde la redistritación de 2016 está formado por 19 secciones electorales ubicadas en el municipio de Centro, Tabasco y 11 ubicadas en el municipio de Cunduacán.

## Distritación actual

### Distritación electoral de 2016
El 30 de noviembre de 2016, el acuerdo del Consejo Estatal del Instituto de Electoral y de Participación Ciudadana de Tabasco determinó establecer la cabecera del Distrito Electoral Local 8 de Tabasco en la ciudad de Villahermosa, en el municipio de Centro, Tabasco y conformarlo de la siguiente manera:
- Municipio de Centro:  19 secciones; 398, 410, de la 459 a la 463, de la 467 a la 469, de la 475 a la 477, de la 480 a la 482, de la 490 a la 491, y la sección 494.
- Municipio de Cunduacán: 615 a la 617, 651,653, 656, de la 658 a la 659, y de la 664 a la 666.

## Distritaciones anteriores

### Distritación electoral de 1996
La distritación electoral local de 1996 estableció el distrito en el municipio de Cunduacán y su cabecera distrital en la cabecera municipal, Cunduacán.

### Distritación electoral de 2002
La redistritación de 2002 mantuvo el distrito en el municipio de Cunduacán, con cabecera municipal en la cabecera municipal, Cunduacán.

### Distritación electoral de 2011
El acuerdo del Consejo Estatal del Instituto de Electoral y de Participación Ciudadana de Tabasco (IEPCT) publicado en el Periódico Oficial del Estado de Tabasco, el 24 de noviembre de 2011 estableció que el Distrito Electoral Local 7 de Tabasco tuviera cabecera en la ciudad de Villahermosa y cambió la ubicación geográfica distribuyéndola entre los municipios de Centro y Cunduacán.

## Diputados por el distrito
| Diputado                                                | Partido por el que fue electo (a)                                                                                          | Grupo Parlamentario                  | Legislatura       | Periodo                                           | Cabecera Distrital |
| ------------------------------------------------------- | --- | ------------------------------------ | ----------------- | ------------------------------------------------- | ------------------ |
| Elmer Vinicio Campos LanderoSuplió a Raúl Jiménez López | Partido Revolucionario Institucional                                                                                       | Partido Revolucionario Institucional | LVI Legislatura   | 1 de enero de 1998 - 31 de diciembre de 2000      | Cunduacán          |
| Minerva Ocaña Pérez                                     | Partido Revolucionario Institucional                                                                                       | Partido Revolucionario Institucional | LVII Legislatura  | 1 de enero de 2001 - 31 de diciembre de 2003      | Cunduacán          |
| Carlos Mario Ocampo Cano                                | Partido de la Revolución Democrática                                                                                       | Partido de la Revolución Democrática | LVIII Legislatura | 1 de enero de 2004 - 31 de diciembre de 2006      | Cunduacán          |
| Francisco Javier Custodio Gómez                         | Partido Revolucionario Institucional                                                                                       | Partido Revolucionario Institucional | LIX Legislatura   | 1 de enero de 2007 - 31 de diciembre de 2009      | Cunduacán          |
| Aurora Piñera Fernández                                 | Candidatura Común Partido Revolucionario Institucional Partido Nueva Alianza                                               | Partido Revolucionario Institucional | LX Legislatura    | 1 de enero de 2010 - 31 de diciembre de 2012      | Cunduacán          |
| Andrés Cacerez Álvarez                                  | Coalición Movimiento Progresista por Tabasco Partido de la Revolución Democrática Partido del Trabajo Movimiento Ciudadano | Partido de la Revolución Democrática | LXI Legislatura   | 1 de enero de 2013 - 31 de diciembre de 2015      | Centro             |
| Yolanda Rueda de la Cruz                                | Partido Revolucionario Institucional                                                                                       | Partido Revolucionario Institucional | LXII Legislatura  | 1 de enero de 2016 - 4 de septiembre de 2018      | Centro             |
| Daniel Cubero Cabrales                                  | Movimiento Regeneración Nacional                                                                                           | Movimiento Regeneración Nacional     | LXIII Legislatura | 5 de septiembre de 2018 - 4 de septiembre de 2021 | Centro             |
| José de Jesús Hernández Díaz                            | Movimiento Regeneración Nacional                                                                                           | Movimiento Regeneración Nacional     | LXIV Legislatura  | Por iniciar                                       | Centro             |